# 黑伦
黑伦是德国下萨克森州的一个市镇。总面积21.59平方公里，总人口1912人，其中男性959人，女性953人（2011年12月31日），人口密度89人/平方公里。